# Chieri Volley Club
Chieri Volley Club (oder auch Chieri Torino Volley Club) ist ein italienischer Frauen-Volleyballverein aus Chieri (Metropolitanstadt Turin) in der italienischen Region Piemont, der in der italienischen Serie A1 spielt.

## Geschichte
Der Chieri Volley Club wurde 1976 gegründet. 2003 stiegen die Frauen in die höchste italienische Spielklasse „Serie A1“ auf. Unter dem Sponsornamen Bigmat Kerakoll Chieri gewann man international 2005 den Top Teams Cup und erreichte 2006 das Finale im CEV-Pokal. Nach dem Abstieg 2009 in die „Serie A2“ gelang Chieri 2011 der Wiederaufstieg.

## Bekannte Spielerinnen
- Danielle Scott-Arruda (2003–2006)
- Logan Tom (2004–2005)
- Saskia Hippe (2011–2012)
- Kathleen Weiß (2012)
- Francesca Piccinini (seit 2012)